# 小宮山がキライだ
『小宮山がキライだ』（こみやまがキライだ）は、桃白茉乃による日本の漫画作品。『別冊マーガレット』（集英社）にて、2022年10月号より2025年1月号まで連載された。2024年4月時点で累計部数が20万部を突破している。

## あらすじ
同じ苗字で幼馴染だが性格が正反対の小宮山 駆と小宮山 英那。英那の転校によって小学生の時に疎遠になってしまうが、その後同じ高校で再会し、成長した彼女に戸惑いつつも段々心を惹かれていく。

## 登場人物
小宮山 駆（こみやま かける）
本作の主人公。見た目も学力も、何もかも平凡な男子高校生。小学生のころは英那をよく思っていなかったが、高校で再会し少しづつ惹かれている。
小宮山 英那（こみやま えな） → 風岡 英那（かざおか えな）
親の離婚で名字が小宮山から風岡にかわった。容姿端麗で勉強も優秀。マドンナのような存在。
大江 空（おおえ そら）
英那の中学時代からの親友。ある時、英那に救われたことをきっかけに英那を慕っている。駆のことを嫌っていたが、ある件を通して興味を持つように。
葵 秀人（あおい しゅうと）、咲野 春（さきの はる）
イケメンで勉強もできる駆の友人たち。駆と英那を見守っている。

## 書誌情報
- 桃白茉乃 『小宮山がキライだ』 集英社 〈マーガレットコミックス〉、全7巻
  1. 2023年1月25日発売[6][5]、ISBN 978-4-08-844736-0
  2. 2023年5月25日発売[7]、ISBN 978-4-08-844748-3
  3. 2023年9月25日発売[8]、ISBN 978-4-08-844833-6
  4. 2024年1月25日発売[9]、ISBN 978-4-08-844864-0
  5. 2024年5月23日発売[10]、ISBN 978-4-08-843007-2
  6. 2024年9月25日発売[11]、ISBN 978-4-08-843050-8
  7. 2025年1月23日発売[12]、ISBN 978-4-08-843092-8